# شيفا نظر أحاري
شيفا نظر أحاري ولدت في (18 يونيه، عام 1984). كانت شیوا نظر آهاری ناشطة إيرانية في مجال حقوق الإنسان وشاركت في تأسيس لجنة الصحفيين لحقوق الإنسان. قامت الحكومة الإيرانية بسجنها عدة مرات. وتم سجنها في 14 يونيه عام 2009 في سجن إيفين حتى 23 سبتمبر عام 2009، وأُطٌلق سراحها عقب دفع كفالة تقدر ب 200,200$ . وتم سجنها في حبس انفرادى لمدة 33 يوم.
في 21 ديسمبر عام 2009 تم إلقاء القبض عليها مرة أخرى مع عدد من الصحفيين حيث كانوا في طريقهم إلى مدينة قُم لحضورة جنازة آية الله حسين علي منتظري.
و عقدت جلسة الاستماع الأخيرة في 4 سبتمبر عام 2010 في الفرع السادس والعشرين ل لمحكمة الثورية الإسلامية في محافظة طهران. وتم توجية اتهامات تتعلق ب «تشوية صورة الحكومة الإسلامية»، «تكدير السلم العام» و«محاربة الله». وأنتقد الوسط العالمى الإجراءات التي اتخذتها المحكمة منذ أعتقالها. حيث أعتبر الوسط العالمى أن الحكومة الإسلامية تتخذ إجراءات غير قانونيه لقمع حقوق المعارضة وحرية الرأى في إيران، وطالبوا بإطلاق سراحها بشكل فورى.
و بعد 266 يوم في السجن تم إطلاق سراحها في 12 سبتمبر عام 2010 بكفالة قدرها خمسة آلاف ريال إيرانى وتعادل تقريباً 500,000$.
ظهرت شیوا نظر آهاری في سجن إيفين في 8 سبتمبر 2012 وهي تنفذ حكم بالسجن لمدة اربع سنوات. ونادت العديد من المنظمات بضرورة إطلاق سراحها بشكل فورى منهم مراسلون بلا حدود وهي (جمعية عالمية للصحافه ولناشرى الأخبار) أو PEN International.

## الجوائز
يوم الأحد 13 مارس 2011 تم الأعلان عن منح جائزة Theodor Haecker Prize وذلك عن «تقرير شجاع على الأنترنت ضد انتهاكات حقوق الإنسان». وأسم الجائزة مستوحى من كاتب، وفيلسوف، ومناهض ثقافى ضد النازية يدعى "Theodor Haecker "

## انظر ايضاً
لوبات فالا